# Aruana vanstraeleni
Aruana vanstraeleni là một loài nhện trong họ Salticidae. Loài này được phát hiện ở Nieuw-Guinea.
Loài này thuộc chi Aruana. Aruana vanstraeleni được Carl Friedrich Roewer miêu tả năm 1938.